# Savez udruga Molekula
Savez udruga Molekula je mreža organizacija koja djeluje na području Grada Rijeke od 2007. godine s naglaskom na razvoj lokalne zajednice na području nezavisne kulturne produkcije. U lipnju 2022. godine mreža organizacija se sastoji od 5 članica te upravljaju s 4 prostora koji se nalaze u vlasništvu Grada Rijeke.

## Povijest

### Prije osnivanja Saveza udruga Molekula
Dvije godine prije službenog osnivanje Saveza udruga Molekula, ideja je nastala kao odgovor na potrebu da se za aktivnosti nezavisne kulturne scene u Rijeci osigura prostor. U to vrijeme, 2005. godine, se djeluje u prostorima ureda Drugog Mora pri čemu im se u radu pridružuje udruge Filmaktiv i Infoshop Škatula. Kroz godine je u prostorima ureda bilo aktivno osam udruga: Drugo more, Prostor plus, Amandla, Infoshop Škatula, Malik, Filmaktiv, Katapult i Trafik (Tranzicijsko Fikcijsko Kazalište). Zbog rastućeg broja programa i manifestacija, javila se potreba za većim radnim i prezentacijskim prostorom, što rezultira službenim osnivanjem Saveza udruga Molekula, 2007. godine, te useljavanjem u novi prostor, zgradu bivšeg Ivex-a, na adresi Delta 5.

### Od osnivanja do danas
Savez udruga Molekula se službeno osnovao 2007. godine te se uselio u novi prostor, na adresi Delta 5. U tom trenutku je u savezu bilo aktivno šest članica, nakon što su dvije organizacije odustale (Amandla i Malik). Prvi predsjednik Saveza udruga Molekula je bio Marin Lukanović iz Filmaktiva. Sve do 2014. godine je Savez udruga Molekula djelovao na istoj adresi, a u međuvremenu se mreža proširila na devet članica. 
Makar je Savez udruga Molekula funkcionirao u tadašnjim prostorima, kriza koja je zahvatila cijeli sektor 2010. godine je utjecao i na članice Saveza udruga Molekula te na mogućnost opstanka u prostorima. 2013. godine je Grad Rijeka raspisao natječaj za korištenje prostora OKC Palach, Filodrammaticu i Marganovo što je revitaliziralo interes i aktivnost članica Saveza udruga Molekula. Savez udruga Molekula je u rujnu 2013. izabran kroz natječaj te su im prostori ustupljeni na korištenje, kao predstavnicima nezavisne kulturne scene Rijeke i okolice – bez naknade, samo uz pokrivanje režijskih troškova. Ubrzo nakon proglašenja rezultata natječaja, Savez udruga Molekula je krenuo u premještanje te se početkom ožujka 2014. godine službeno premjestila u nove prostore, međutim nastavio je koristiti prostor na adresi Delta 5 kao jedan od svojih prostora za organizaciju i provedbu projekata. 
Prostorne resurse kojima danas Savez udruga i dalje upravlja, besplatno dodjeljuje udrugama, umjetničkim organizacijama, pojedincima i skupinama koje se bave suvremenom umjetnošću i kulturom, socijalno angažiranim sadržajem i kritičkim društvenim praksama za mlade. 
S obzirom na brojnost i raznolikost programa koji se provode u njihovim prostorima, Savez udruga Molekula razlikuje vrsta programa koji se realiziraju:
- Javni programi (glazbeni programi svih oblika, izvedbeno-scenske intervencije, javne tribine, konferencije, predavanja, filmske i književne večeri)
- Radionice (manje grupe korisnika, zatvoreni simpoziji)
- Razvoj produkcije (probe, istraživanja, razvoj projektnih aplikacija)
- Prezentacije (konferencije, javne prezentacije udruga/organizacija)
- Sastanci (organizacija civilnog društva, udruga, studentskih udruga)
- Rezidencijalni programi (razvoj različitih oblika suvremenog kulturnog stvaralaštva)

Savez udruga Molekula je sudjelovala u osnivanju Mreže društveno-kulturnih centara (DKC-HR). Kroz inicijativu udruga i platformi, donesena je odluka da se osnuje DKC-HR, kako bi se olakšao proces pružanja podrške postojećim centrima i lokalnim inicijativama kroz prijenos znanja i iskustava. Osnivanje je i službeno realizirano 28. svibnja 2020. godine.

## Članice saveza
Mrežu Saveza udruga Molekula čine članice:
- Delta 5 – udruga za okupljanje umjetnica i umjetnika na lokaciji bivšeg industrijskog kompleksa u Rijeci.
- Drugo more – udruga za produkciju, promociju, istraživanje, obrazovanje i diseminaciju informacija na području kulture.
- Filmaktiv – udruga za razvoj nezavisne kulture i poticanja društvenih promjena kroz neformalnu edukaciju, produkciju i promociju audiovizualne umjetnosti.
- Prostor Plus – udruga za potrebe hrvatskih izvedbenih umjetnika u suvremenom plesu i fizičkom kazalištu.
- RiRock – udruga za organizaciju kulturnih i društvenih aktivnosti, festivala i projekata te poticaje aktivnosti mladih u urbanu glazbenu kulturu grada Rijeke i okolice.

## Prostori saveza
Savez udruga Molekula se koristi idućim prostorima:
- OKC Palach – klub u programskom upravljanju Saveza udruga Molekula, osnovan s ciljem razvoja kulturne scene grada Rijeke.
- Filodrammatica – Savez udruga Molekula koristi veliku dvoranu i galeriju te uredske prostore zgrade Filodrammatice.
- Delta 5 – Nekadašnje sjedište Saveza udruga Molekula (do 2014. godine) koje se i dalje koristi kao prostor za razvoj kulturnih aktivnosti.
- RiUse Centar – Dva prostora unutar RiUse centra (Radionia RiUse i Salon RiUse) su dodijeljeni Savezu udruga Molekula unutar projekta Forget Heritage – kreativne industrije u prostorima kulturne baštine.

## Odabrani projekti
Navedeni su projekti koji su objavljeni na službenim stranicama Saveza udruga Molekula:
- Žiroskop – projekt za rješavanje problema nestabilnosti korištenja prostornih resursa za sve vaninstitucionalne korisnike u kulturi. Svrha mu je razvoj civilno-javnog partnerstva u upravljanju prostorima Filodrammatice.
- Molekularni proces – niz aktivnosti kojima se članovima Saveza udruga Molekula omogućuje nastavak razvoja plaćenih radnih odnosa radi osnaživanja postojećih ljudskih kapaciteta.
- Društveno poduzetnički generator – partnerski projekt Saveza udruga Rojca iz Pule i Saveza udruga Molekula. Svrha projekta je razvijanje i poticanje društvenog poduzetništva.

## Publikacije
Savez udruga Molekula trenutno broji dvije samostalne publikacije:
- Memento II – Ur. Damir Batarelo ; fotografije Erik Paladin ... [et al.]; ilustracije Anja Sušanj. Savez udruga Molekula, Rijeka, 2015, 	ISBN 978-953-58486-0-8.
- Napušteni gradski prostori i razvoj nezavisne kulturne scene – Ur. Luka Rodela; grafičko oblikovanje Leo Kirinčić. Savez udruga Molekula, Rijeka?, 2017.

## Vanjske poveznice
- Mrežna stranica 'Savez udruga Molekula'
- Facebook
- Instagram
- Mrežna stranica 'Mreža društveno-kulturnih centara'